# Santa María Magdalena Ocotitlán
Santa María Magdalena Ocotitlán är en ort i kommunen Metepec i delstaten Mexiko i Mexiko. Samhället hade 7 558 invånare vid folkräkningen år 2020.